# Salto del Guairá
Salto del Guairá ist ein Distrikt und die Hauptstadt des Departamento Canindeyú. Die Stadt liegt am Rio Paraná, an der Grenze zu Brasilien im äußersten Osten Paraguays, rund 230 Kilometer nördlich von Ciudad del Este. Ihr Name leitet sich ab von den früheren Wasserfällen Saltos del Guairá, die 1982 im Itaipú-Stausee versanken. Die Stadt hat etwa 21.000 Einwohner, der Distrikt 37.600 Einwohner.

## Geschichte
An diesem Ort befand sich bereits die früheste koloniale Siedlung im heutigen Paraguay, das 1556 gegründete und im 17. Jahrhundert aufgegebene Ciudad Real. Die heutige Stadt wurde am 3. März 1959 gegründet, der Distrikt am 30. Juli 1973.

## Klima
Die mittlere Jahrestemperatur liegt bei 23–25 °C, die durchschnittliche Mindesttemperatur ist 11,2 °C im Juni und die durchschnittliche Höchsttemperatur 31,5 °C im Dezember. Die relative Luftfeuchtigkeit liegt bei 75 %. Der mittlere Niederschlag schwankt zwischen 1400 mm und 1600 mm im Jahr. Der August weist mit 66 mm den geringsten, der Dezember mit 188 mm den größten Niederschlag auf.

## Wirtschaft
Die Wirtschaft der Stadt basiert hauptsächlich auf dem Einkaufstourismus aus Brasilien. Nach dem Bau der 3600 m langen Ayrton-Senna-Brücke im Jahr 1998, drei Kilometer flussaufwärts, hat sich die Zahl der brasilianischen Touristen stark erhöht. Seitdem die brasilianische Regierung die Errichtung zollfreier Läden in den eigenen Grenzstädten ab Juli 2018 erlaubt, sind jedoch 300.000 Arbeitsplätze auf der paraguayischen Seite bedroht, besonders in den Städten Ciudad del Este und Salto del Guairá. Um in Zukunft auch Touristen anzulocken, wird eine Uferstraße (Costanera) mit Strand entlang des Flusses gebaut, die Ende 2019 fertiggestellt sein soll.
Salto del Guairá ist nach 413 Kilometern Endpunkt der von Asunción kommenden Ruta 3. Zur brasilianischen Stadt Guaíra (Paraná) auf der anderen Flussseite besteht neben der angesprochenen Straßenverbindung auch eine Fährverbindung über den Rio Paraná. 